# Мадіньяно
Мадіньяно (італ. Madignano) — муніципалітет в Італії, у регіоні Ломбардія, провінція Кремона.
Мадіньяно розташоване на відстані близько 450 км на північний захід від Рима, 45 км на схід від Мілана, 35 км на північний захід від Кремони.
Населення — 2929 осіб (2014).
Щорічний фестиваль відбувається першої неділі серпня, третьої неділі жовтня. Покровитель — святий Петро in Vincoli.

## Демографія
Населення за роками:

Станом на 1 січня 2023 року в муніципалітеті офіційно проживало 250 іноземців з 24 країн, серед них 57 громадян країн Євросоюзу та 14 громадян України.

## Сусідні муніципалітети
- Кастеллеоне
- Крема
- Іцано
- Рипальта-Арпіна
- Рипальта-Кремаска